# Tomoglossa floridana
Tomoglossa floridana är en skalbaggsart som beskrevs av Vladimir I. Gusarov 2002. Tomoglossa floridana ingår i släktet Tomoglossa och familjen kortvingar. Inga underarter finns listade i Catalogue of Life.